# Monolithic Baby!
Albums de Monster Magnet
God Says No
(2000) 4-Way Diablo
(2007)
Singles
1. Unbroken (Hotel Baby)
Sortie : 2003

Monolithic Baby! est le huitième album du groupe américain de stoner rock, Monster Magnet. Il est sorti le 25 mai 2004 sur le label SPV Records et a été produit par Dave Wyndorf et Scott Humphrey.

## Historique
Cet album a été enregistré en septembre et octobre 2003 dans le studio de Scott Humphrey, le Chop Shop studio, à Los Angeles. Il est le premier album avec le bassiste Jim Baglino et le deuxième et dernier album avec le guitariste Phil Caivano. Il est le seul album avec le batteur Michael Wildwood, qui ne fut membre du groupe que pendant la durée de l'enregistrement de l'album. Il sera remplacé par Bob Pantella.
Comme à son habitude, Dave Wyndorf compose tous les titres de l'album, à l'exception de The Right Stuff une composition de Robert Calvert qui figurait sur son album Captain Lockheed and the Starfighters (1974) et There's No Way Out of Here une reprise du groupe anglais Unicorn datant de l'album Too Many Crooks (1976) que produisait David Gilmour. Le guitariste de Pink Floyd a également repris ce titre sur son premier album solo(1978).
La version américaine de l'album comprend deux titres bonus, King of Mars 2004 une reprise de King of Mars qui figurait sur l'album Dopes to Infinity (1995) et Venus in Furs, une reprise du Velvet Underground signée par Lou Reed et figurant sur l'album The Velvet Underground & Nico (1967).
Aux États-Unis, cet album se classa à la 22e place dans le classement des "Independent Albums" du Billboard. En Europe, il se classa notamment à la 13e place des charts allemands et à la 7e place des charts suédois.

## Les titres
- Tous les titres sont signés par Dave Wyndorf sauf indications.

1. Slut Machine  - 3:28
2. Supercruel  - 3:40
3. On the Verge  - 5:54
4. Unbroken (Hotel Baby) - 3:42
5. Radiation Day  - 4:56
6. Monolithic  - 4:39
7. The Right Stuff (Robert Calvert) - 4:32
8. There’s No Way out of Here (Ken Baker) - 4:10
9. Master of Light  - 4:44
10. Too Bad - 3:33
11. Ultimate Everything  - 7:26
12. CNN War Theme  - 3:35

Titres bonus US
1. King of Mars 2004 - 4:27
2. Venus in Furs - 4:51

## Musiciens
- Dave Wyndorf : chant, guitare, claviers
- Ed Mundell : guitare solo
- Phil Caivano : guitare
- Jim Baglino : basse

avec
- Michael Wildwood : batterie
- Josh Freas : batterie sur Master of Light

## Charts
Charts album
| Pays                            | Durée du classement | Meilleur classement | Date            |
| ------------------------------- | ------------------- | ------------------- | --------------- |
| Allemagne                       | 6 semaines          | 13e                 | 1er mars 2004   |
| Autriche                        | 3 semaines          | 46e                 | 29 février 2004 |
| Belgique (V)                    | 3 semaines          | 37e                 | 13 mars 2004    |
| États-Unis (Independent albums) | 1 semaine           | 22e                 | 12 juin 2004    |
| Finlande                        | 4 semaines          | 19e                 | 16 février 2004 |
| France                          | 1 semaine           | 140e                | 15 février 2004 |
| Norvège                         | 1 semaines          | 26e                 | 23 février 2004 |
| Royaume-Uni                     | 1 semaine           | 91e                 | 15 février 2004 |
| Suède                           | 7 semaines          | 7e                  | 27 février 2004 |

Charts single
| Single                | Chart                  | durée du classement | Position | Date            |
| --------------------- | ---------------------- | ------------------- | -------- | --------------- |
| Unbroken (Hotel Baby) | Mainstream Rock Tracks | 8 semaines          | 31e      | 31 juillet 2004 |